# L'Aguda
l'Aguda és una de les set entitats de població del municipi de Torà. Les altres son: Cellers, Claret, Fontanet, Llanera, Sant Serni i Vallferosa

## Situació
És situat a la carena de la Serra de l'Aguda, prop del seu punt culminant, a 170 m per damunt del nucli de Torà, dominant la part central de la vall de Llobregós.